# Кастельфлоріте
Кастельфлоріте (ісп. Castelflorite) — муніципалітет в Іспанії, у складі автономної спільноти Арагон, у провінції Уеска. Населення — 136 осіб (2009).
Муніципалітет розташований на відстані близько 340 км на північний схід від Мадрида, 49 км на південний схід від Уески.

## Демографія
Динаміка населення (INE ):